# Zach Ertz
Zachary Adam Ertz (Orange, 10 novembre 1990) è un giocatore di football americano statunitense che milita nel ruolo di tight end per i Washington Commanders della National Football League (NFL). Fu scelto nel corso del secondo giro (35º assoluto) del Draft NFL 2013 dai Philadelphia Eagles. Al college ha giocato a football all’Università di Stanford venendo premiato come All-American.

## Biografia
Nato a Orange, in California, Ertz è cresciuto come il primogenito di quattro bambini. Suo padre ha giocato nella squadra di football dell'Università di Lehigh dal 1981 al 1984. Ertz ha praticato football e basket al liceo Monte Vista High School a Danville, in California. Da senior, ha totalizzato 56 ricezioni, 756 yard ricevute e 14 touchdown su ricezione per la squadra di football ed è stato inserito nella prima formazione ideale della All-East Bay Athletic League.
Nel marzo 2017 ha sposato Julie Beth Johnston, calciatrice professionista e membro della nazionale statunitense.

## Carriera professionistica

### Philadelphia Eagles
Ertz era considerato uno dei migliori tight end selezionabili nel Draft NFL 2013 e fu scelto nel corso del secondo giro dai Philadelphia Eagles. Debuttò come professionista nella vittoria della settimana 1 contro i Washington Redskins ricevendo un passaggio da 11 yard da Michael Vick. La prima gara come titolare la disputò nella settimana 4 contro i Denver Broncos ricevendo un passaggio da 38 yard. Il primo touchdown lo segnò nella settimana 9 contro gli Oakland Raiders su un passaggio da 15 yard di Nick Foles. Nella settimana 13 segnò due touchdown nella vittoria sugli Arizona Cardinals, la quarta consecutiva degli Eagles, venendo premiato come miglior rookie della settimana. Due settimane gli Eagles persero contro i Minnesota Vikings malgrado il quarto TD stagionale del tight end. La sua prima stagione regolare si concluse con 469 yard ricevute e 4 touchdown in 16 presenze, di cui 3 come titolare.
Il 4 gennaio 2014, gli Eagles ospitarono i New Orleans Saints nel primo turno dei playoff. Ertz segnò un touchdown ma la sua squadra fu eliminata con un punteggio di 26-24.

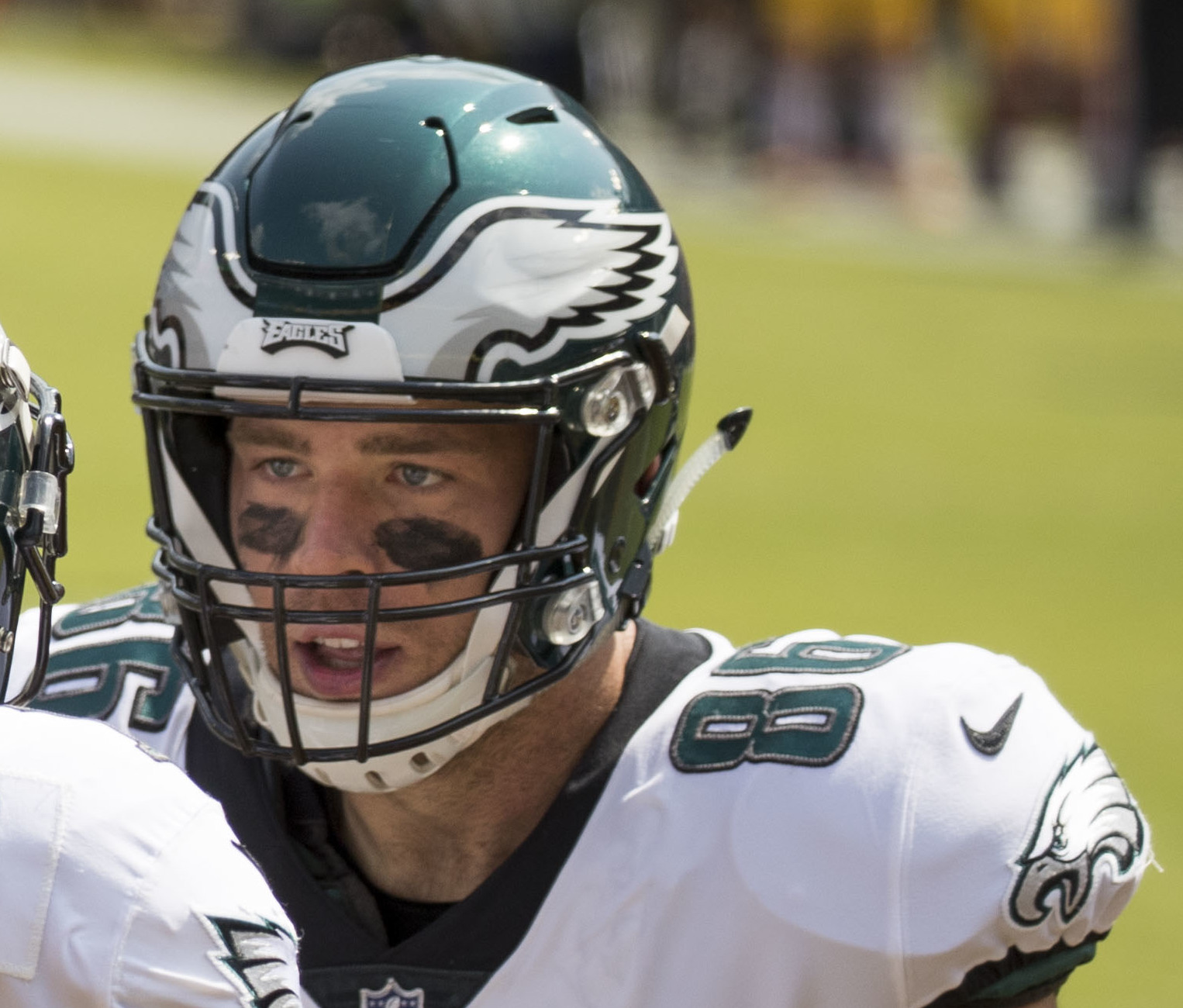
Ertz nel 2017

Ertz aprì la stagione 2014 andando subito a segno nella vittoria in rimonta sui Jacksonville Jaguars. La sua seconda annata si chiuse con 58 ricezioni per 702 yard e 3 touchdown. Nella seguente si classificò al secondo posto della squadra con 853 yard ricevute.
Nel 2017 Ertz fu convocato per il suo primo Pro Bowl. Il 4 febbraio 2018 allo U.S. Bank Stadium di Minneapolis partì come titolare nel Super Bowl LII vinto contro i New England Patriots per 41-33, il primo trionfo della storia della franchigia. La sua partita si chiuse con 7 ricezioni per 67 yard e un touchdown.
Il 23 dicembre 2018, nel penultimo turno, Ertz stabilì un nuovo record NFL per ricezioni in una stagione da parte di un tight end superando quello di Jason Witten. A fine anno fu convocato per il secondo Pro Bowl consecutivo dopo avere fatto registrare 116 ricezioni, 1.163 yard ricevute e 8 touchdown, tutti primati personali.
Nel 12º turno della stagione 2019, Ertz divenne il secondo tight end più rapido della storia a ricevere 500 passaggi in carriera dopo Kellen Winslow. A fine stagione fu convocato per il suo terzo Pro Bowl dopo avere chiuso con 88 ricezioni per 916 yard e 6 touchdown.

### Arizona Cardinals
Ertz fu scambiato con gli Arizona Cardinals il 15 ottobre 2021, in cambio del cornerback Tay Gowan e una scelta del quinto giro del Draft 2022. Nella stagione 2021 chiuse con 74 ricezioni per 763 yard e 5 touchdown.
Il 13 marzo 2022 Ertz firmò un nuovo contratto triennale del valore di 31,65 milioni di dollari con i Cardinals. Nella settimana 10 subì un infortunio a un ginocchio che pose fine alla sua stagione, venendo inserito in lista infortunati il 26 novembre 2022. Terminó con 10 presenze, 47 ricezioni, 406 yard ricevute e 4 marcature.
Il 24 ottobre 2023 Ertz fu inserito in lista infortunati per un problema a un quadricipite. Fu svincolato il 30 novembre, dietro sua richiesta. In sette partite nel 2023 ricevette 27 passaggi per 187 yard e un touchdown.

### Detroit Lions
Il 22 gennaio 2024 Ertz firmò con la squadra di allenamento dei Detroit Lions dopo l'infortunio di Brock Wright. Il suo contratto scadde al termine della stagione il 28 gennaio 2024.

### Washington Commanders
Il 12 marzo 2024 Ertz firmó  un contratto di un anno con i Washington Commanders. Nel penultimo turno ricevette dal quarterback Jayden Daniels il touchdown della vittoria nei tempi supplementari sugli Atlanta Falcons che diede ai Commanders la qualificazione ai playoff.
L'8 marzo 2025 Ertz firmó un nuovo contratto di un anno del valore di 6,25 milioni di dollari.

## Palmarès

### Franchigia
- Super Bowl : 1

Philadelphia Eagles: LII
- National Football Conference Championship: 1

Philadelphia Eagles: 2017

### Individuale
- Convocazioni al Pro Bowl: 3

2017, 2018, 2019
- Rookie della settimana: 1

13ª del 2013